# جو هاميلتون
جو هاميلتون (بالإنجليزية: Jo Hamilton) هو محامي وسياسي أمريكي، ولد في 1827 في كنتاكي في الولايات المتحدة، وتوفي في 1904.